# Macintosh 512K

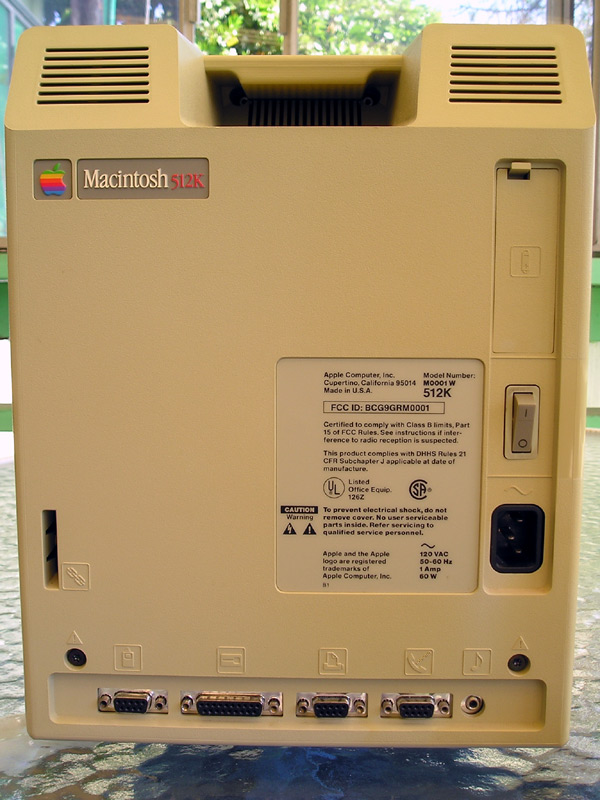
Part posterior del Mac 512K.

L'ordinador personal Macintosh 512K, el segon de la llarga línia d'ordinadors Apple Macintosh, va ser la primera actualització de l'original Macintosh 128K. És virtualment idèntic a la Mac previ, diferenciant principalment en la quantitat de memòria RAM de fàbrica, que quadruplicava l'original. Aquest gran increment li va valer el sobrenom de Fat Mac ("Mac Gras"). La memòria addicional era important pel fet que els usuaris més ambiciosos amb experiència en computació ampliaven la memòria del Mac original gairebé immediatament, malgrat el limitat nombre d'aplicacions.

## Característiques

### Processador i memòria
Igual que l'anterior Macintosh 128K, el 512K contenia un Motorola 68000 de 8 MHz connectat a una memòria DRAM de 512 KB a través d'un bus de dades de 16 bits. Encara que la memòria estava quadruplicada, no podia ser actualitzada. Una ROM de 64 KB augmentava la memòria efectiva a 576 KB, però això era compensat per un framebuffer de 22 KB, la qual era compartida amb el controlador de vídeo DMA. Compartia una placa lògica revisada del rebatejat Macintosh 128K (anteriorment es deia només Macintosh), que simplificat la seva fabricació.

### Programari
Les aplicacions MacPaint i MacWrite seguien inclosos en aquest Mac. Poc després que va ser llançat aquest model, diverses aplicacions més van estar disponibles, incloent-hi MacDraw, MacProject, Macintosh Pascal, entre d'altres. En particular, Microsoft Excel, el qual va ser escrit específicament per al Macintosh, requeria un mínim de 512 KB de RAM, però definitivament va situar al Macintosh com un ordinador d'oficina seriós. Els models amb la ROM ampliada també suportaven el Switcher d'Apple, permetent la multitasca cooperativa entre les poques possibles aplicacions.

### Nous usos
El LaserWriter va estar disponible poc després del llançament del 512K, fent possible l'autoedició per primera vegada, tot i que el preu inicial de US$ 6.995 era inabastable per a la majoria de les persones. Utilitzava la xarxa integrada d'Apple LocalTalk, el qual permetia compartir-la amb diversos usuaris. Addicionalment, el 512K es va convertir en el primer Mac capaç de suportar la compartició de fitxers integrat de l'AppleShare d'Apple, quan es va introduir el 1987. Cal destacar la memòria expandida que li permetia al 512K un millor maneig de grans documents de text i feia un millor ús de la interfície gràfica de l'usuari, a més de, generalment, augmentar la velocitat. En particular, combinat amb el LaserWriter, la introducció del programari Aldus PageMaker, que feia un complet ús de la RAM extra, va revolucionar la indústria de les publicacions i solidificar el Macintosh com l'ordinador d'autoedició de facto.

### System Software
El 512K original podia acceptar el System Software de Macintosh fins a la versió 4.1, el System Software 5 era possible si s'usava amb el Hard Disk 20; amb la unitat OEM 800K i l'actualització del ROM, una 512K Ke podia acceptar fins al System 6.0.8.

## Actualitzacions
Una versió actualitzada va reemplaçar al Mac 512K i va debutar com el Macintosh 512K enhanced  l'abril de 1986. Es diferenciava del 512K original per una disquetera de 800 KB i la mateixa ROM millorada del Macintosh Plus. Amb l'excepció del nou model (M0001E), eren d'aspecte idèntic. Les 512K també podien utilitzar una disquetera de 800 KB i també Hard Disk 20, el primer disc rígid fabricat per Apple exclusivament per usar-se amb el 512K, però requeria un sistema de fitxers especial (no requerit pel 512K Ke) que carregava la millorada ROM a la RAM, que carregat millorava el codi ROM a la RAM, reduint en conseqüència la RAM per a altres usuaris. Apple va oferir una actualització que reemplaçava la unitat de disquets i la ROM i el convertia en un 512K Ke. Una actualització OEM complementària reemplaçava la placa lògica i el gabinet darrere totalment al Macintosh Plus.
Igual que el Macintosh original, el 512K estava dissenyat sense sòcols per a plaques d'ampliació, de manera que les poques actualitzacions internes disponibles per al 512K s'inserien directament dins del sòcol del processador 68000. Aquestes incloïen plaques SCSI "snap-on", unitats de disc internes (com el disc dur de 10MB General Computer, amb un preu de US$ 2.195), i actualitzacions de RAM de 2 MB o més.

## Emuladors
- Mini vMac